# 第86回ニューヨーク映画批評家協会賞
86th NYFCC Awards

2020年12月18日
作品賞: 

First Cow
第86回ニューヨーク映画批評家協会賞は2020年の映画を対象とした賞で、2020年12月18日に受賞者が発表された。

## 受賞
- 作品賞：
  - ケリー・ライカート - 『ファースト・カウ』

- 監督賞：
  - クロエ・ジャオ - 『ノマドランド』

- 主演男優賞 
  - デルロイ・リンドー - 『ザ・ファイブ・ブラッズ』

- 主演女優賞：
  - シドニー・フラニガン - 『17歳の瞳に映る世界』

- 助演男優賞：
  - チャドウィック・ボーズマン - 『ザ・ファイブ・ブラッズ』

- 助演女優賞：
  - マリア・バカローヴァ - 『続・ボラット 栄光ナル国家だったカザフスタンのためのアメリカ貢ぎ物計画』

- 脚本賞：
  - エリザ・ヒットマン - 『17歳の瞳に映る世界』

- 撮影賞：
  - シャビアー・カークナー - 『Small Axe』

- アニメ映画賞：
  - 『ウルフウォーカー』

- 外国語映画賞：
  - 『バクラウ 地図から消された村』（  ブラジル、 フランス）

- ノンフィクション映画賞：
  - 『タイム』

- 第一回作品賞：
  - ラダ・ブランク - 『40歳の解釈: ラダの場合』

- 特別賞：
  - キノ・ローバー
  - スパイク・リー